# 牙痈
牙痈又稱作牙棋風，是中醫的名詞，指发生于牙龈处的痈肿，以牙龈疼痛、肿胀、溢脓为特征。相当于西医的急性根尖脓肿。中醫的說法，其起因為食熱毒之物引起，要服用清熱解毒的藥物，或以藥物敷患部。